# Australocaris
Australocaris is een geslacht van kreeftachtigen uit de klasse van de Malacostraca (hogere kreeftachtigen).

## Soort
- Australocaris pinjarup Poore & Collins, 2009